# Jan Le Febure
 (juillet 2024).
Si vous disposez d'ouvrages ou d'articles de référence ou si vous connaissez des sites web de qualité traitant du thème abordé ici, merci de compléter l'article en donnant les références utiles à sa vérifiabilité et en les liant à la section « Notes et références ».
Jan Le Febure (mort avant 1612 à Mayence ?) est un compositeur actif à Constance et Mayence.

## Biographie mal connue
La première trace biographique qui nous soit parvenue est une édition de ses hymnes (Constance, 1596), où il est désigné comme maître de chapelle du cardinal André d'Autriche.
Après la mort de ce dernier (1600), il rejoint, au plus tard en 1607 (il porte le titre de « Archiepiscopi Moguntini, & c. Chori Musici Praefecto » dans l'édition du Fasciculus sacrarum cantionum), la chapelle de l'archevêque et prince-électeur de Mayence Johann Schweikard von Kronberg.
La mort de Le Febure n'est mentionnée nulle part mais l'attribution du poste de maître de chapelle à Gabriel Plautz et de celui d'organiste à Johann Textor en 1612 permet de dater ce décès antérieurement à cette date.

## Œuvre
Il laisse une œuvre vocale essentiellement religieuse, parmi laquelle des hymnes : Devoti ac sacri per totum annum hymni (Constance, 1596), qui rassemble des hymnes à quatre voire cinq voix, des motets et chants spirituels : Fasciculum sacrarum cantionum pro praecipuis totius anni festivitatibus (Francfort-sur-le-Main, 1607), motets à six, sept, huit et douze voix ; Benedicta sit sancta Trinitas et Doctor bonus et amicus Dei (au sein du recueil Promptuarii musici pars tertia, Strasbourg, 1613), des tricinia : Rosetum Marianum, oder unser lieben Frawen Rosengaertlein (Mayence, 1609), chants mariaux à trois voix.
Un recueil de ses madrigaux à cinq voix nous est par ailleurs partiellement parvenu : Il primo libro de madrigali (Constance, 1600).